# Norigae (película)
Norigae (Hangul: 노리개) es una película surcoreana de 2013 basada en la historia de la actriz Jang Ja-yeon. La película muestra el lado más oscuro del cine coreano, incluyendo casting de sofá y abuso sexual.
Min Ji-hyun fue propuesta como candidata al premio a la mejor actriz revelación en el 50.º Grand Bell Awards en 2013.

## Sinopsis
Una joven actriz (Min Ji-hyun) se suicida, y los medios de comunicación responden arremetiendo en contra de la desenfrenada explotación sexual a aquellos que luchan por convertirse en artistas de la industria del entretenimiento. Se revela que la actriz había sido brutalmente aprovechada por el magnate de un periódico, un director de cine y un productor. Sin el testimonio de la víctima fallecida, los acusados, de pie en la corte sin quien los acuse, la corte se encuentra en un aprieto cuando nadie se atreve a declarar. Lee Jang-ho (Ma Dong-seok), una vez un peso pesado del periodismo, actualmente un incapaz periodista web, se involucra en la búsqueda de evidencia concluyente para probar la culpabilidad de los autores: el diario de la actriz. Podrá traer la verdad a la luz y a los acusados a la justicia?

## Elenco
- Ma Dong-seok: Lee Jang-ho
- Lee Seung-yeon: Kim Mi-hyun
- Min Ji-hyun: Jung Ji-hee
- Lee Do-ah: Go Da-ryung
- Seo Ho-chul: Jung Jin-seok
- Seo Tae-hwa: Lee Sung-ryul
- Gi Ju-bong: Hyun Sung-bong
- Park Yong-soo: Yoon Ki-nam
- Jang Hyuk-jin: Director Choi Chul-soo
- Kim Kwang-young: Abogado de Kim Gi-seok
- Yang Young-jo: Jin Jong-chul
- Hwang Tae-kwang: Cha Jung-hyuk
- Byun Yo-han: Park Ji-hoon
- Song Sam-dong: Oh Jin-tae
- Kim Dae-heung: Jeon Tae-won
- Ha Si-eun: Yoo Yeon-soo
- Kim Won-hee: Lee Jin-seo
- Choi Gyo-sik: subjefe Gong
- Kim Young-ran: la madre de Da-ryung